# كوميونتي (الموسم 6)
الموسم السادس والاخير من المسلسل الكوميدي الأمريكي كوميونتي، بدأ عرضهُ في 17 مارس، 2015، على ياهو! فيديو، واستمر لثلاثة عشر حلقة حتى 2 يونيو، 2015.

## الممثلين والشخصيات

### شخصيات رئيسية
- جويل ماكهايل بدور جيف وينغر (13 حلقة)
- غيليان جاكوبس بدور بريتا بيري (13 حلقة)
- داني بودي بدور عابد نادر (13 حلقة)
- إيفيت نيكول براون بدور شيرلي بينيت (13 حلقة)
- أليسون بري بدور آني إديسون (13 حلقة)
- جيم راش بدور العميد كريغ بيلتون (12 حلقة)
- كين جونغ بدور سينيور بين تشانغ (9 حلقة)

### شخصيات متكررة
- دينو ستاماتوبولوس بدور أليكس «ستار بيرنز» (1 حلقة)

## الحلقات
طالع أيضاً: قائمة حلقات كوميونتي
| تسلسل إجمالي | تسلسل الموسم | عنوان الحلقة "بالإنجليزية"                       | إخراج               | كتابة                   | تاريخ العرض   | رمز الإنتاج |
| ------------ | ------------ | ------------------------------------------------ | ------------------- | ----------------------- | ------------- | ----------- |
| 98           | 1            | «Ladders (Community)»                            | روب شراب            | دان هارمون وكريس ماكينا | 17 مارس 2015  | 602         |
| 99           | 2            | «Lawnmower Maintenance and Postnatal Care»       | جيم راش ونات فاكسون | أليكس روبينز            | 17 مارس 2015  | 601         |
| 100          | 3            | «Basic Crisis Room Decorum»                      | بوبكات غولدثوايت    | مونيكا بادريك           | 24 مارس 2015  | 605         |
| 101          | 4            | «Queer Studies and Advanced Waxing»              | جيم راش ونات فاكسون | مات لوتن                | 31 مارس 2015  | 603         |
| 102          | 5            | «Laws of Robotics and Party Rights»              | روب شراب            | دين يونغ                | 7 أبريل 2015  | 604         |
| 103          | 6            | «Basic Email Security»                           | جاي تشاندراسيكار    | مات رولر                | 14 أبريل 2015 | 606         |
| 104          | 7            | «Advanced Safety Features»                       | روب شراب            | كارول كولب              | 21 أبريل 2015 | 607         |
| 105          | 8            | «Intro to Recycled Cinema»                       | فيكتور نيلي، الإبن  | كلاي لاباري             | 28 أبريل 2015 | 608         |
| 106          | 9            | «Grifting 101»                                   | روب شراب            | رايان رايدلي            | 5 مايو 2015   | 609         |
| 107          | 10           | «Basic RV Repair and Palmistry»                  | جاي تشاندراسيكار    | دان غاترمان             | 12 مايو 2015  | 610         |
| 108          | 11           | «Modern Espionage»                               | روب شراب            | مارك ستيغمان            | 19 مايو 2015  | 611         |
| 109          | 12           | «Wedding Videography»                            | آدم ديفيدسون        | بريغز هاتون             | 26 مايو 2015  | 612         |
| 110          | 13           | «Emotional Consequences of Broadcast Television» | روب شراب            | دان هارمون وكريس ماكينا | 2 يونيو 2015  | 613         |

## وصلات خارجية
- الموقع الرسمي
- كوميونتي على موقع هيئة الإذاعة الوطنية
- كوميونتي على موقع ياهو! سكرين
- كوميونتي (الموسم 6) على موقع ميتاكريتيك (الإنجليزية)
- كوميونتي (الموسم 6) على موقع روتن توميتوز (الإنجليزية)